# Patrik Lörtscher
Patrik Lörtscher (n. 19 martie 1960) este un jucător de curl ce a reprezentat Elveția, medaliat olimpic. A participat la o ediție a Jocurilor Olimpice (1998) în care a câștigat o medalie de aur.

## Participări
Lista de mai jos prezintă principalele competiții la care a participat Patrik Lörtscher de-a lungul carierei.
- curling at the 1998 Winter Olympics[*]